# Division 1 (Bélgica) 1983-84
La Primera División de Bélgica 1983/84 fue la 81.ª temporada de la máxima competición futbolística en Bélgica.

## Tabla de posiciones
| Pos | Equipo                    | PJ | PG | PE | PP | GF | GC | Pts | DG  | Notas                                                |
| --- | ------------------------- | -- | -- | -- | -- | -- | -- | --- | --- | ---------------------------------------------------- |
| 1   | K.S.K. Beveren            | 34 | 22 | 7  | 5  | 59 | 33 | 51  | +26 | Clasificado a la Copa de Campeones de Europa 1984-85 |
| 2   | RSC Anderlechtois         | 34 | 20 | 7  | 7  | 80 | 39 | 47  | +41 | Clasificado a la Copa de la UEFA 1984-85             |
| 3   | Club Brugge K.V.          | 34 | 17 | 10 | 7  | 73 | 39 | 44  | +34 | Clasificado a la Copa de la UEFA 1984-85             |
| 4   | Standard Liège            | 34 | 17 | 6  | 11 | 55 | 44 | 40  | +11 | Clasificado a la Copa de la UEFA 1984-85             |
| 5   | RFC Sérésien              | 34 | 15 | 8  | 11 | 62 | 51 | 38  | +11 |                                                      |
| 6   | KV Mechelen               | 34 | 12 | 14 | 8  | 47 | 43 | 38  | +4  |                                                      |
| 7   | KSV Waregem               | 34 | 13 | 9  | 12 | 50 | 44 | 35  | +6  |                                                      |
| 8   | Royal Antwerp FC          | 34 | 12 | 11 | 11 | 50 | 44 | 35  | +6  |                                                      |
| 9   | K Waterschei SV Thor Genk | 34 | 13 | 7  | 14 | 45 | 50 | 33  | -5  |                                                      |
| 10  | KSC Lokeren               | 34 | 12 | 7  | 15 | 43 | 50 | 31  | -7  |                                                      |
| 11  | Cercle Brugge K.S.V.      | 34 | 12 | 7  | 15 | 36 | 46 | 31  | +10 |                                                      |
| 12  | K.V. Kortrijk             | 34 | 10 | 9  | 15 | 34 | 45 | 29  | -11 |                                                      |
| 13  | RFC Liégeois              | 34 | 10 | 9  | 15 | 40 | 51 | 29  | -11 |                                                      |
| 14  | Lierse S.K.               | 34 | 10 | 9  | 15 | 41 | 58 | 29  | -17 |                                                      |
| 15  | K.A.A. Gent               | 34 | 10 | 8  | 16 | 37 | 43 | 28  | -6  | Clasificado a la Recopa de Europa 1984-85            |
| 16  | K Beerschot VAV           | 34 | 7  | 12 | 15 | 43 | 69 | 26  | -26 |                                                      |
| 17  | R.W.D. Molenbeek          | 34 | 7  | 11 | 16 | 35 | 48 | 25  | -13 | Descenso a la Division II                            |
| 18  | K. Beringen F.C.          | 34 | 8  | 7  | 19 | 32 | 65 | 23  | -33 | Descenso a la Division II                            |

PJ = Partidos jugados; PG = Partidos ganados; PE = Partidos empatados; PP = Partidos perdidos; GF = Goles a favor; GC = Goles en contra; Pts = Puntos; DG = Diferencia de goles